# CG Mix
CG Mix, (Japonés: シージーミックス), cuyo verdadero nombre es Shinji Hatakeyama (Japonés: 畠山慎司, Hatakeyama Shinji), es un cantante de I've Sound, (El único vocalista masculino de la agrupación) y es a su vez uno de sus creadores de sonido más importantes de la banda.

## Biografía
Nace un 11 de enero en la ciudad de Sapporo, en la prefectura de Hokkaidō, aunque no se sabe exactamente el año de su nacimiento. 
A la edad de tres años, comenzó a entrar en contacto con la música de forma bastante precoz, ya que a esa edad, aprende a tocar el piano. Desde entonces, manifiesta su interés por la música, aunque no decide dedicarse a ella hasta mucho tiempo después.
Nada más terminar la escuela primaria, comienza su carrera musical propiamente dicha y empieza a componer sus canciones. Una de ellas es Lunar Dance, lanzada en 1994, que marcaría el inicio de su carrera musical.
No fue hasta 1996, cuando comienza a codearse con Kazuya Takase, que entonces andaba inmerso en sus ambiciones musicales y que más tarde, sería el creador, productor y líder de I've Sound. Ese mismo año, el cantante ficha por la compañía Fuctory records, en la cual se publicarían los recopilatorios de la primera etapa de la agrupación. A pesar de sus trabajos con el productor principal de la banda, no fue hasta el año 2001, cuando se integra definitivamente dentro de ella.
En los primeros años con I've Sound, Shinji, trabajó como uno de los creadores de sonido principales de la banda y actuó como teclista en muchas de las canciones que la agrupación compuso. En el año 2005, interviene en el primer concierto de I've Sound en Budokan, pero no fue hasta un año después cuando comenzó a ser el cantante de sus canciones.
En el año 2006, el intérprete ficha por la discográfica Geneon Entertainment y publica su primer álbum, titulado "In your life". A partir de entonces comienza a interpretar muchos temas para juegos eroge de temática homosexual, lo cual hizo que se convitiera en un icono gay de la subcultura de los juegos para adultos. Entre sus canciones para este tipo de juegos destacan: "Under the darkness" como opening del juego "Kichiku Megane" y "True Eyes", opening de Steal.
Durante todo ese tiempo, también estuvo trabajando para el resto de las vocalistas de I've Sound, como Kotoko y especialmente con MELL en muchos de sus singles
En el año 2009, publicó su segundo álbum titulado "Pray", último trabajo hasta la fecha.

## Discografía

### Álbumes
| #     | Information                                     | Ventas |
| ----- | ----------------------------------------------- | ------ |
| Debut | In your life - Publicación: 14 de julio de 2006 | 25.071 |
| 2º    | Pray - Publicación: 13 de marzo de 2009         | 14.867 |